# Louis Dehné
Louis Ferdinand Dehné, né à Metz le 20 avril 1846 et mort à Paris le 28 septembre 1902, est un parolier et journaliste français.

## Biographie
Fils d'un officier d'artillerie, Antoine Ferdinand Dehné et de Nanine Marie Cantaloube de Rivières, il prend part à la guerre franco-prussienne de 1870-1871 et sert durant deux mois à Strasbourg avant d'être fait prisonnier. Il parvient à s'évader et gagne alors l’armée de la Loire. 
Après la guerre, il choisit la nationalité française (septembre 1872) et s'installe à Paris. Il travaille alors à la préfecture du département de la Seine comme commis-expéditionnaire dans plusieurs mairies d’arrondissement (20e, 4e, 8e) ainsi qu'à la Caisse municipale et enfin au bureau des aliénés et enfants assistés.
Il épouse en août 1880, à Paris, Mathilde Coudevilain dont il avait eu un enfant l’année précédente. En parallèle de ses fonctions administratives, il écrit sous pseudonyme dans divers journaux et signe entre 1885 et 1891 les paroles d’une trentaine de chansons populaires, ainsi que l'opérette, Simplice et Simplette (Éden-concert, Paris, mars 1887) qui sera reprise dans d’autres salles parisiennes comme Les Ternes (1887), l'Eldorado (1888 et 1889), la Pépinière (1889) ou le Concert Européen (1890) ainsi qu'en province et à l'étranger (Montréal, théâtre Le Montagnard, 1899).
Dehné collabore, entre autres, avec Henri Chatau, Carlos Clérice, Félix Chaudoir, Cândido de Faria, Léopold Gangloff, Maxime Guy, Gaston Maquis ou encore Tac-Coen.
En février 1895, alors qu'il vient de prendre sa retraite administrative, il est impliqué dans une affaire de tapage injurieux qui le conduit devant le tribunal de simple police de Lagny dont il est relaxé. Il collabore au Journal de Seine-et-Marne où il publie des articles sur l’actualité locale ou des poèmes patriotiques. 
Correspondant de l’hebdomadaire radical-socialiste Voix des communes (aout 1901) où il prend la suite du céramiste Félix Salmon, il publie alors sous le pseudonyme de Ludovic de nombreux articles politiques.
En août 1902, malade, il cesse de rédiger dans Voix des communes et meurt le 28 septembre 1902 à l’hôpital Saint-Antoine dans le 12e arrondissement de Paris.